# Szent Király Szövetség
A Szent Király Szövetség azokat a településeket tömöríti, amelyek nevükben is őrzik szent királyaink emlékét.

## Története
Az 1990-es évek közepén az augusztus 20-i központi budapesti állami ünnepségre meghívást kaptak a Szent István nevét, illetve a „szentkirály” elemet nevükben hordozó települések polgármesterei is. Ekkor fogalmazódott meg a gondolat a települések elöljáróiban, hogy ne csak e helységek vezetői találkozzanak egymással évente egyszer, hanem szervezzenek találkozót a településeken élők számára is.
Az erdélyi Csíkszentkirály ajánlkozott elsőként, ahol a következő év őszén összegyűltek szándéknyilatkozatot fogalmaztak meg: e szerint szövetségbe szeretnék tömöríteni mindazon falvakat és városokat, amelyek nevükben is őrzik szent királyaink emlékét. Egy évvel később - az első találkozó alkalmával - Szentkirályszabadján írták alá az alapító okiratot. Így alakult meg tehát 1997. augusztus 15-én, Szent István fejedelemmé választásának 1000. évfordulója alkalmából, a Szent Király Szövetség, melyhez eddig huszonegy Kárpát-medencei település csatlakozott: Magyarországról Bakonyszentkirály, Kerkaszentkirály, Királyszentistván, Porrogszentkirály, Rinyaszentkirály, Szabadszentkirály, Szentistván, Szentistvánbaksa, Szentkirály, Szentkirályszabadja és Szombathely-Szentkirály, Erdélyből Csíkszentkirály, Kalotaszentkirály, Marosszentkirály, Sepsiszentkirály, Székelyszentistván és Székelyszentkirály, Felvidékről Királyfiakarcsa, Vágkirályfa, valamint Sajószentkirály és Sajókirályi.  